# 電影的洗白

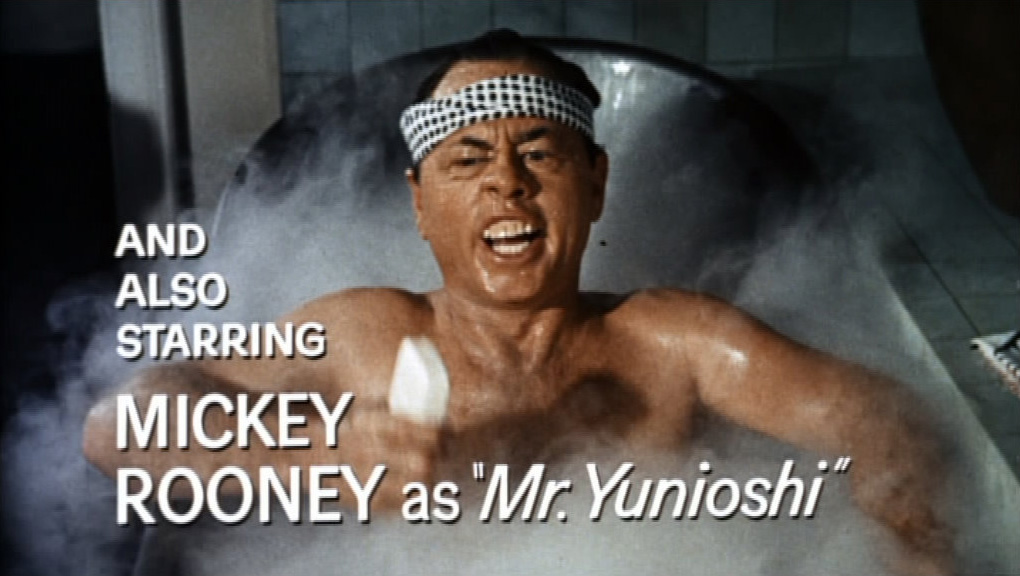
白人演員米基·鲁尼在1961年電影《第凡內早餐》塗黃飾演日本房東I·Y·國吉

洗白（英語：Whitewashing）是電影界選角時找白人演員飾演非白人角色，這包括讓白人化妝成其他族裔或是把角色直接改成白人。梅里厄姆-韦伯斯特定義「洗白」是「為偏袒、凸顯或迎合白人……去做變動：例如……讓白人演員扮演非白人角色或虛構角色」。英國廣播公司表示在任何類型電影都可見白人演員出演其他種族人物，非裔美國人角色和亞裔角色都曾遭到洗白。

## 文獻
- Weaver, Andrew J. . Journal of Communication. April 2011, 61 (2): 369–385. doi:10.1111/j.1460-2466.2011.01544.x.